# Noritonus multus
Noritonus multus är en insektsart som beskrevs av Nielson 1979. Noritonus multus ingår i släktet Noritonus och familjen dvärgstritar. Inga underarter finns listade i Catalogue of Life.